# Strobilanthes teraoi
Strobilanthes teraoi är en akantusväxtart som beskrevs av John Richard Ironside Wood och J.R.Benn.. Strobilanthes teraoi ingår i släktet Strobilanthes och familjen akantusväxter. Inga underarter finns listade i Catalogue of Life.